# 1435
Il 1435 (MCDXXXV in numeri romani) è un anno  del XV secolo.

## Eventi
- 5 agosto – Si svolge la Battaglia di Ponza, nel corso della quale Alfonso il Magnanimo, e i suoi fratelli Giovanni II d'Aragona e Enrico sono fatti prigionieri dai Genovesi.
- 21 settembre – Trattato di Arras: Fine della guerra civile tra Armagnacchi e Borgognoni.
- 27 dicembre – Si instaura nella Repubblica di Genova il governo dei Capitani di Libertà.
- Viene fondato a Firenze in Via dello Studio il Collegio Eugeniano da papa Eugenio IV per l'istruzione dei chierici del Duomo.
- Leon Battista Alberti ultima il terzo libro del De Pictura.

## Nati
- 20 gennaio - Ashikaga Yoshimasa, militare giapponese († 1490)
- 1º febbraio - Amedeo IX di Savoia, nobile († 1472)
- 29 marzo - Francesco IV Ordelaffi, nobile italiano († 1466)
- 28 maggio - Raymond Pérault, cardinale e vescovo cattolico francese († 1505)
- 4 agosto - Cristina Semenzi da Calvisano, religiosa italiana († 1458)
- 20 ottobre - Andrea della Robbia, scultore e ceramista italiano († 1525)
- 4 novembre - Philippe de Lévis, cardinale francese († 1475)
- Bagrat VI di Georgia, re († 1478)
- Vincenzo Bandello, religioso italiano († 1507)
- Johann Beckenschlager, arcivescovo cattolico tedesco († 1489)
- Lucrezia Buti, monaca cristiana italiana
- Jaime de Casanova, cardinale spagnolo († 1504)
- Agostino De Marchi, intagliatore italiano
- Pier Luigi Farnese Seniore, condottiero italiano († 1487)
- Ibleto Fieschi, politico e religioso italiano († 1497)
- Susanna Fontanarossa, italiana († 1489)
- Giuliano Gattilusio, pirata italiano († 1480)
- Battista Guarino, educatore, umanista e filologo classico italiano († 1503)
- Andrea Guazzalotti, medaglista italiano († 1495)
- Paride Lodron, conte italiano († 1486)
- Jean Michel, drammaturgo, scrittore e medico francese († 1501)
- Pietro da Mogliano, religioso italiano († 1490)
- Antonio Piccolomini d'Aragona, militare e politico italiano († 1492)
- Sofia di Pomerania-Stolp, duchessa tedesca († 1497)
- Donella de' Rossi, nobildonna italiana
- Sforza Secondo Sforza, nobile e condottiero italiano († 1491)
- Thomas Stanley, I conte di Derby, nobile britannico († 1504)
- William Stanley, nobile e militare britannico († 1495)
- Giorgio Summaripa, poeta e giurista italiano († 1497)
- Giovanna di Valois, principessa francese († 1482)
- Andrea del Verrocchio, scultore e pittore italiano († 1488)
- Yoshida Kanetomo, sacerdote giapponese († 1511)
- Rinaldo d'Este, religioso e condottiero italiano († 1503)
- Philippe I de Croÿ, nobile belga († 1511)
- Luis de Santángel, politico spagnolo († 1498)
- Giasone del Maino, giurista italiano († 1519)

## Morti
- 31 gennaio - Xuande, imperatore cinese (n. 1398)
- 2 febbraio - Giovanna II di Napoli, regina (n. 1371)
- 18 marzo - Amerigo Corsini, arcivescovo cattolico italiano
- 20 marzo - Niccolò Mauruzi da Tolentino, nobile e condottiero italiano
- 24 marzo - Marsilio da Carrara di Francesco Novello, condottiero italiano
- 17 maggio - Barbara di Legnica, nobildonna polacca (n. 1384)
- 26 maggio - Battista Chiavelli, politico italiano (n. 1385)
- 12 giugno - John FitzAlan, XIV conte di Arundel, militare britannico (n. 1408)
- 14 luglio - Angelina di Marsciano, religiosa italiana (n. 1357)
- 26 luglio - Gerasimo di Kiev
- 21 agosto - Julián Lobera y Valtierra, presbitero spagnolo
- 23 agosto - Niccolò Fortebraccio, nobile e condottiero italiano (n. 1389)
- 30 agosto - Paolo di Santa María, rabbino, teologo e vescovo cattolico spagnolo
- 1º settembre - Frank Kirskorf
- 12 settembre - Guglielmo III di Baviera, nobile (n. 1375)
- 14 settembre - Giovanni Plantageneto, I duca di Bedford, nobile britannico (n. 1389)
- 17 settembre - Gregorio Dati, mercante e scrittore italiano (n. 1362)
- 24 settembre - Isabella di Baviera, regina
- 9 ottobre - Paweł Włodkowic, giurista e diplomatico polacco
- 12 ottobre - Agnes Bernauer, tedesca
- 16 dicembre - Eleonora d'Alburquerque, regina (n. 1374)
- 23 dicembre - Anton Galeazzo Bentivoglio, nobile e condottiero italiano
- 30 dicembre - Bona di Berry, nobile francese
- 'Abd ul-Qadir Marâghî, compositore, poeta e calligrafo persiano (n. 1353)
- Antonio I Acciaiuoli, nobile italiano
- Opicino Alciati, condottiero italiano
- Antonio Baboccio da Piperno, abate, pittore e scultore italiano (n. 1351)
- Cataldino Boncompagni, giurista italiano (n. 1370)
- Francesco di Valdambrino, scultore italiano (n. 1363)
- Pietro Gambacorta, religioso italiano (n. 1355)
- Pellegrino di Giovanni, pittore italiano
- Zygmund Korybut, teologo e nobile lituano
- Jean de La Baume, militare francese
- Marco V di Alessandria, arcivescovo ortodosso egiziano
- Kara Osman, sovrano turkmeno
- Cosma Raimondi, umanista italiano (n. 1400)
- Sabbazio di Solovki, monaco cristiano russo

## Calendario
| Calendario 1435 | Calendario 1435 | Calendario 1435 | Calendario 1435 | Calendario 1435 | Calendario 1435 | Calendario 1435 | Calendario 1435 | Calendario 1435 | Calendario 1435 | Calendario 1435 | Calendario 1435 | Calendario 1435 | Calendario 1435 | Calendario 1435 | Calendario 1435 | Calendario 1435 | Calendario 1435 | Calendario 1435 | Calendario 1435 | Calendario 1435 | Calendario 1435 | Calendario 1435 | Calendario 1435 | Calendario 1435 | Calendario 1435 | Calendario 1435 | Calendario 1435 | Calendario 1435 | Calendario 1435 | Calendario 1435 | Calendario 1435 | Calendario 1435 |
| --------------- | --------------- | --------------- | --------------- | --------------- | --------------- | --------------- | --------------- | --------------- | --------------- | --------------- | --------------- | --------------- | --------------- | --------------- | --------------- | --------------- | --------------- | --------------- | --------------- | --------------- | --------------- | --------------- | --------------- | --------------- | --------------- | --------------- | --------------- | --------------- | --------------- | --------------- | --------------- | --------------- |
|                 | 1               | 2               | 3               | 4               | 5               | 6               | 7               | 8               | 9               | 10              | 11              | 12              | 13              | 14              | 15              | 16              | 17              | 18              | 19              | 20              | 21              | 22              | 23              | 24              | 25              | 26              | 27              | 28              | 29              | 30              | 31              |                 |
| Gennaio         | Sa              | Do              | Lu              | Ma              | Me              | Gi              | Ve              | Sa              | Do              | Lu              | Ma              | Me              | Gi              | Ve              | Sa              | Do              | Lu              | Ma              | Me              | Gi              | Ve              | Sa              | Do              | Lu              | Ma              | Me              | Gi              | Ve              | Sa              | Do              | Lu              |                 |
| Febbraio        | Ma              | Me              | Gi              | Ve              | Sa              | Do              | Lu              | Ma              | Me              | Gi              | Ve              | Sa              | Do              | Lu              | Ma              | Me              | Gi              | Ve              | Sa              | Do              | Lu              | Ma              | Me              | Gi              | Ve              | Sa              | Do              | Lu              |                 |                 |                 |                 |
| Marzo           | Ma              | Me              | Gi              | Ve              | Sa              | Do              | Lu              | Ma              | Me              | Gi              | Ve              | Sa              | Do              | Lu              | Ma              | Me              | Gi              | Ve              | Sa              | Do              | Lu              | Ma              | Me              | Gi              | Ve              | Sa              | Do              | Lu              | Ma              | Me              | Gi              |                 |
| Aprile          | Ve              | Sa              | Do              | Lu              | Ma              | Me              | Gi              | Ve              | Sa              | Do              | Lu              | Ma              | Me              | Gi              | Ve              | Sa              | Do              | Lu              | Ma              | Me              | Gi              | Ve              | Sa              | Do              | Lu              | Ma              | Me              | Gi              | Ve              | Sa              |                 |                 |
| Maggio          | Do              | Lu              | Ma              | Me              | Gi              | Ve              | Sa              | Do              | Lu              | Ma              | Me              | Gi              | Ve              | Sa              | Do              | Lu              | Ma              | Me              | Gi              | Ve              | Sa              | Do              | Lu              | Ma              | Me              | Gi              | Ve              | Sa              | Do              | Lu              | Ma              |                 |
| Giugno          | Me              | Gi              | Ve              | Sa              | Do              | Lu              | Ma              | Me              | Gi              | Ve              | Sa              | Do              | Lu              | Ma              | Me              | Gi              | Ve              | Sa              | Do              | Lu              | Ma              | Me              | Gi              | Ve              | Sa              | Do              | Lu              | Ma              | Me              | Gi              |                 |                 |
| Luglio          | Ve              | Sa              | Do              | Lu              | Ma              | Me              | Gi              | Ve              | Sa              | Do              | Lu              | Ma              | Me              | Gi              | Ve              | Sa              | Do              | Lu              | Ma              | Me              | Gi              | Ve              | Sa              | Do              | Lu              | Ma              | Me              | Gi              | Ve              | Sa              | Do              |                 |
| Agosto          | Lu              | Ma              | Me              | Gi              | Ve              | Sa              | Do              | Lu              | Ma              | Me              | Gi              | Ve              | Sa              | Do              | Lu              | Ma              | Me              | Gi              | Ve              | Sa              | Do              | Lu              | Ma              | Me              | Gi              | Ve              | Sa              | Do              | Lu              | Ma              | Me              |                 |
| Settembre       | Gi              | Ve              | Sa              | Do              | Lu              | Ma              | Me              | Gi              | Ve              | Sa              | Do              | Lu              | Ma              | Me              | Gi              | Ve              | Sa              | Do              | Lu              | Ma              | Me              | Gi              | Ve              | Sa              | Do              | Lu              | Ma              | Me              | Gi              | Ve              |                 |                 |
| Ottobre         | Sa              | Do              | Lu              | Ma              | Me              | Gi              | Ve              | Sa              | Do              | Lu              | Ma              | Me              | Gi              | Ve              | Sa              | Do              | Lu              | Ma              | Me              | Gi              | Ve              | Sa              | Do              | Lu              | Ma              | Me              | Gi              | Ve              | Sa              | Do              | Lu              |                 |
| Novembre        | Ma              | Me              | Gi              | Ve              | Sa              | Do              | Lu              | Ma              | Me              | Gi              | Ve              | Sa              | Do              | Lu              | Ma              | Me              | Gi              | Ve              | Sa              | Do              | Lu              | Ma              | Me              | Gi              | Ve              | Sa              | Do              | Lu              | Ma              | Me              |                 |                 |
| Dicembre        | Gi              | Ve              | Sa              | Do              | Lu              | Ma              | Me              | Gi              | Ve              | Sa              | Do              | Lu              | Ma              | Me              | Gi              | Ve              | Sa              | Do              | Lu              | Ma              | Me              | Gi              | Ve              | Sa              | Do              | Lu              | Ma              | Me              | Gi              | Ve              | Sa              |                 |